# Skrattabborrtjärnen (Nätra socken, Ångermanland)
Skrattabborrtjärnen är en sjö i Örnsköldsviks kommun i Ångermanland och ingår i Nätraån-Ångermanälvens kustområde. Skrattabborrtjärnen ligger i Skuleskogen Natura 2000-område och nationalpark.